# LGV地中海線
LGV地中海線 (仏: LGV Méditerranée、ligne nouvelle 5、LN5)は全長凡そ250kmのフランスの高速鉄道路線である。2001年6月に開業し、サン＝マルセル＝ル＝ヴァランス・マルセイユ間を結び、LGV南東線やLGVローヌ・アルプ線を通じてパリやフランス北部とラングドック＝ルシヨン地域圏やプロヴァンス＝アルプ＝コート・ダジュール地域圏を結んでいる。建設費は38億ユーロを要し、航空と鉄道のシェアを反転させている。パリからマルセイユまで750kmを3時間で結ぶことを可能にしたため、現在では旅客シェアの3分の2を鉄道が占めている。

## 路線経路
LGV地中海線はサン＝マルセル＝ル＝ヴァランスが起点となっている。当路線はLGVローヌ・アルプ線の延長路線でもある。ヴァランスTGV駅がLGVローヌ・アルプ線とLGV地中海線の境界駅となっており、在来線のヴァランス・グルノーブル線の境界駅にもなっている。ロマン＝シュル＝イゼールやヴァランス、グルノーブル方面へ素早い接続を可能にしている。クレストでは緊急時の連絡線として、在来線のブリアンソン・ロリオール線と接続している。LGV地中海線はローヌ川に接近し、モンテリマールでオートルートA7号線と再接近している。ドンゼール・モンドラゴン運河と交差後、非常時の既存の路線との接続がピエールラット、ラパル (Lapalud)に存在している。
ローヌ川や他の河川を渡った後、アンジェラスへ続き三角分岐点で南西方向と南東方向へ進む路線に分かれる。南西方向の分岐線は将来バルセロナなどスペイン方面につながる路線の起点となっており、分岐点より25km過ぎで在来線のアヴィニョン・ニーム線に接続しニーム、モンペリエ方面へ向かう。南東方向への分岐線はローヌ川を越えた後、平行した2本の高架橋の新駅であるアヴィニョンTGV駅を通る。LGV地中海線は続いて、デュランス川を横切る。
ヴェンタブレンでは総延長1.73kmの高架橋でオートルートA8号線、D10号線、プロヴァンス運河を横切る。南方向へ進み、エクス＝アン＝プロヴァンスTGV駅を通り、8kmのマルセイユトンネルを横切ると在来線と再接続しマルセイユへ入っていく。

## 駅
- ヴァランスTGV駅 :サン＝マルセル＝ル＝ヴァランスにあり、ユニークな2層式の構造となっている。下層がTGVで上層が地域列車のTERとなっておりヴァランスやグルノーブルなどへ利便性の高い接続が図られている。
- アヴィニョンTGV駅 : アヴィニョンの南側にある。
- エクス＝アン＝プロヴァンスTGV駅 : レアルトール貯水池の近くにあり、エクス＝アン＝プロヴァンスとマルセイユ・プロヴァンス国際空港との中間部にある。マルセイユ北部をカヴァーする駅として人気がある。
- マルセイユ・サン・シャルル駅（在来線上） : マルセイユ中心部にある終着駅。

## 議論
- ローヌ渓谷のワイン用ブドウ栽培者から多数の抗議が寄せられ、計画時にミッテラン大統領はルート変更を強いられた。当初のルートでは川の左岸を通ることになっていたが、最終的に川沿いのルートを避け4回川を渡ることになった。
- 250km近くに及ぶ路線で定期的に使用される在来線との接続線はあまり存在していない。(南西方向への分岐線を考えない場合)しかしながら、多くの接続提案があった。
- モンテリマールではTGVの駅を誘致したがっている。
- エクス＝アン＝プロヴァンスではTGVの駅を町の中心部に近い東側に誘致したかった。

## 沿革
- 1996年 - 事業開始。
- 2001年6月10日 - 開業、営業開始[1]。

## 所要時間

### パリから
- パリ- サン＝テグジュペリ国際空港 1時間50分
- パリ- ヴァランス 2時間16分
- パリ - アヴィニョン 2時間40分
- パリ -　エクス＝アン＝プロヴァンス　2時間55分
- パリ -　マルセイユ 3時間
- パリ - トゥーロン 3時間55分
- パリ - イエール (ヴァール県) 4時間15分
- パリ - フレジュス 4時間40分
- パリ - ニース 5時間35分
- パリ - ニーム 2時間55分
- パリ - モンペリエ 3時間15分
- パリ - ベジエ 4時間03分
- パリ - ペルピニャン 4時間45分

### 地域間
- リヨン - マルセイユ 1時間40分
- リヨン - トゥールーズ 4時間30分
- リール - ニース 7時間09分
- メス - ニース 9時間15分
- ジュネーヴ - マルセイユ 3時間30分